# 统整网站
统整网站（日语：まとめサイト，也称）是一类统合并整理特定主题之信息的网站，多见于日本等地。
这些网站收集网络上特定主题的信息并加以整合，使读者能更轻松地了解当下热门等内容。除人工统整外，也有网站可按主题自动收集与整理相关信息。由于信息来源于新闻网站、博客、BBS、社交网站等处，内容制作方面比较容易，加之一些主题可快速吸引读者，页面中还可简单加入广告联盟的广告，统整网站在日本正遍地开花。统整网站既有个人运营的，也有企业或网络媒体运营的。在统整2ch和Twitter上反应的“统整博客”（まとめブログ）中，有些（至少表面上）无企业运营介入的博客比企业媒体更具扩散力和影响力。
除开便利的一面，针对这些网站以他人创制的信息为自己获取利益之行为，不少人是持否定态度；部分统整网站转载内容时涉及到侵犯版权，更有站点为提高点击量、提升广告收入，可能随意进行编辑，或是传播不正确的信息。另外，网络炮轰事件和电话询问模板的统整则是用户越多，影响与损失越大。

## 类型

### CGM
消费者自主媒体（Consumer Generated Media，简称CGM），即由用户参加并制作内容的媒体。统整服务中，、Togetter属于此类。

### Wiki
只要理解维基语法，任何人都能在Wiki上增加或更新信息，这一特性很适合制作快速挑选并添加信息的统整网站。由于编辑在网络浏览器上即可完成，Wiki进行多人协作很容易，但也可能因此遭受匿名破坏。然而，许多Wiki系统保留编辑历史记录并具有备份功能，因此破坏行为很少直接导致网站信息丢失。
“niconico大百科”“chakuwiki”，日語维基百科等属于此类。

### 博客
博客类统整网站写起文章来比较方便。又因其自由度较高，嵌入视频较容易，许多统整网站都在使用博客系统。根据语境，“统整博客”一词有时是指那些表面上无企业运营介入、主要整理2ch和Twitter上反应的博客。

### 应用
统整应用多种多样，提供的信息按主题可分为新闻和经济信息，周边等生活信息，时尚等面向女性的信息，美食信息等等。

## 脚注
1. 1 2 3
2. 1 2  星井七億. . ねとらぼ. 2016-10-10  [2016-12-23]. （原始内容存档于2016-12-23）.
3. ↑  . 辩护士.com（日语：弁護士ドットコム）.   [2016-11-27]. （原始内容存档于2016-11-27）.
4. ↑  櫻庭 (2014，第123頁)
5. ↑  伊地知 (2009，第22f頁)
6. ↑  . シナジーマーケティング株式会社 SynergyMarketing.   [2016年12月22日]. （原始内容存档于2016年12月22日） （日语）.
7. ↑  増井 (2006)
8. ↑  产经新闻. . 2014年4月11日  [2014年4月17日]. （原始内容存档于2014年4月27日） （日语）.
9. ↑  水落绘理香. . ねとらぼ. 2016-12-06  [2016-12-29]. （原始内容存档于2016-12-29）.